# Országok listája a demokrácia és szabadság indexek alapján
Az országok listája a demokrácia és szabadság indexek alapján olyan listát tartalmaz számos nem kormányzati, elismert szervezet által készített jelentés alapján, amelyek rendszeresen felmérik és közzéteszik a világ országainak politikai, gazdasági, állampolgári szabadságát.

## A táblázat magyarázata
A lenti táblázatban az oszlopok a következők:
- Az „Általános szabadság” az amerikai székhelyű Freedom House civil szervezet éves felmérésén és jelentésén alapul (→ Freedom in the World), amely minden egyes országban, valamint a kapcsolódó és vitatott területeken méri a polgári szabadságjogok és a politikai jogok mértékét. A kapott eredmények alapján három fő kategóriába sorolja az országokat: „szabad”, „részben szabad” és „nem szabad”.
- A „Gazdasági szabadság” egy olyan index és rangsor, amelyet 1995-ben a The Heritage Foundation agytröszt és a The Wall Street Journal hozott létre a gazdasági szabadság mérésére a világ nemzeteiben.
- A sajtószabadság index egy olyan rangsor, amelyet a párizsi székhelyű Reporters Without Borders állít össze és tesz közzé 2002 óta, az országok sajtószabadságának állapotáról. A lista tükrözi az újságírók, a hírszervezetek (média) és az internetes felhasználók szabadságának mértékét az egyes országokban, valamint a hatóságok e szabadság tiszteletben tartására tett erőfeszítéseit.
- A demokrácia index index a brit Economist Group kutatási részlege, az Economist Intelligence Unit (EIU) által összeállított index, amely megjelenteti a The Economist hetilapot is. Az index a demokrácia állapotát méri fel és 60 mutatón alapul, mérve a pluralizmust, az állampolgári szabadságjogokat és a politikai kultúrát. A pontszám és rangsorolás mellett az index az egyes országokat a négy típus egyikébe sorolja: teljes demokráciák, hiányos demokráciák, hibrid és autoriter rezsimek.

(A hibrid rezsim azt jelenti, hogy tartanak még ugyan választásokat, de a demokratikus intézmények törékenyek és a polgári és politikai szabadságjogok nem teljesen érvényesülnek.)

## Országok
| Ország                                | Általános szabadság (2021-ben) | Gazdasági szabadság (2021-ben) | Sajtószabadság (2021-ben) | Demokrácia index (2020-ban) |
| ------------------------------------- | ------------------------------ | ------------------------------ | ------------------------- | --------------------------- |
| Afganisztán                           | nem szabad                     | többnyire nem szabad           | nehéz helyzet             | autoriter rezsim            |
| Albánia                               | részben szabad                 | mérsékelten szabad             | észrevehető problémák     | hiányos demokrácia          |
| Algéria                               | nem szabad                     | elnyomott                      | nehéz helyzet             | autoriter rezsim            |
| Andorra                               | szabad                         | n/a                            | kielégítő helyzet         | n/a                         |
| Angola                                | nem szabad                     | többnyire nem szabad           | észrevehető problémák     | autoriter rezsim            |
| Antigua és Barbuda                    | szabad                         | n/a                            | kielégítő helyzet         | n/a                         |
| Argentína                             | szabad                         | többnyire nem szabad           | észrevehető problémák     | hiányos demokrácia          |
| Ausztrália                            | szabad                         | szabad                         | kielégítő helyzet         | teljes demokrácia           |
| Ausztria                              | szabad                         | többnyire szabad               | kielégítő helyzet         | teljes demokrácia           |
| Azerbajdzsán                          | nem szabad                     | többnyire szabad               | nagyon súlyos helyzet     | autoriter rezsim            |
| Bahama-szigetek                       | szabad                         | mérsékelten szabad             | n/a                       | n/a                         |
| Bahrein                               | nem szabad                     | mérsékelten szabad             | nagyon súlyos helyzet     | autoriter rezsim            |
| Banglades                             | részben szabad                 | többnyire nem szabad           | nehéz helyzet             | hibrid rezsim               |
| Barbados                              | szabad                         | mérsékelten szabad             | n/a                       | n/a                         |
| Belgium                               | szabad                         | többnyire szabad               | kiváló helyzet            | hiányos demokrácia          |
| Belize                                | szabad                         | többnyire nem szabad           | észrevehető problémák     | n/a                         |
| Benin                                 | részben szabad                 | többnyire nem szabad           | nehéz helyzet             | hibrid rezsim               |
| Bhután                                | részben szabad                 | többnyire nem szabad           | észrevehető problémák     | hibrid rezsim               |
| Bolívia                               | részben szabad                 | elnyomott                      | nehéz helyzet             | hibrid rezsim               |
| Bosznia-Hercegovina                   | részben szabad                 | mérsékelten szabad             | észrevehető problémák     | hibrid rezsim               |
| Botswana                              | szabad                         | mérsékelten szabad             | kielégítő helyzet         | hiányos demokrácia          |
| Brazília                              | szabad                         | többnyire nem szabad           | nehéz helyzet             | hiányos demokrácia          |
| Brunei                                | nem szabad                     | mérsékelten szabad             | nehéz helyzet             | n/a                         |
| Bulgária                              | szabad                         | többnyire szabad               | nehéz helyzet             | hiányos demokrácia          |
| Burkina Faso                          | részben szabad                 | többnyire nem szabad           | kielégítő helyzet         | autoriter rezsim            |
| Burma                                 | nem szabad                     | többnyire nem szabad           | nehéz helyzet             | autoriter rezsim            |
| Burundi                               | nem szabad                     | elnyomott                      | nehéz helyzet             | autoriter rezsim            |
| Kambodzsa                             | nem szabad                     | többnyire nem szabad           | nehéz helyzet             | autoriter rezsim            |
| Kamerun                               | nem szabad                     | többnyire nem szabad           | nehéz helyzet             | autoriter rezsim            |
| Kanada                                | szabad                         | többnyire szabad               | kielégítő helyzet         | teljes demokrácia           |
| Katar                                 | nem szabad                     | többnyire szabad               | nehéz helyzet             | autoriter rezsim            |
| Közép-afrikai Köztársaság             | nem szabad                     | elnyomott                      | nehéz helyzet             | autoriter rezsim            |
| Csád                                  | nem szabad                     | többnyire nem szabad           | nehéz helyzet             | autoriter rezsim            |
| Chile                                 | szabad                         | többnyire szabad               | észrevehető problémák     | teljes demokrácia           |
| Kína                                  | nem szabad                     | többnyire nem szabad           | nagyon súlyos helyzet     | autoriter rezsim            |
| Kolumbia                              | részben szabad                 | mérsékelten szabad             | nehéz helyzet             | hiányos demokrácia          |
| Comore-szigetek                       | részben szabad                 | többnyire nem szabad           | észrevehető problémák     | autoriter rezsim            |
| Costa Rica                            | szabad                         | mérsékelten szabad             | kiváló helyzet            | teljes demokrácia           |
| Kongói Demokratikus Köztársaság       | nem szabad                     | elnyomott                      | nehéz helyzet             | autoriter rezsim            |
| Kongói Köztársaság                    | nem szabad                     | többnyire nem szabad           | nehéz helyzet             | autoriter rezsim            |
| Horvátország                          | szabad                         | mérsékelten szabad             | észrevehető problémák     | hiányos demokrácia          |
| Kuba                                  | nem szabad                     | elnyomott                      | nagyon súlyos helyzet     | autoriter rezsim            |
| Ciprus                                | szabad                         | többnyire szabad               | kielégítő helyzet         | hiányos demokrácia          |
| Csehország                            | szabad                         | többnyire szabad               | kielégítő helyzet         | hiányos demokrácia          |
| Dánia                                 | szabad                         | többnyire szabad               | kiváló helyzet            | teljes demokrácia           |
| Dzsibuti                              | nem szabad                     | többnyire nem szabad           | nagyon súlyos helyzet     | autoriter rezsim            |
| Dominikai Közösség                    | szabad                         | többnyire nem szabad           | kielégítő helyzet         | n/a                         |
| Dominikai Köztársaság                 | részben szabad                 | mérsékelten szabad             | észrevehető problémák     | hiányos demokrácia          |
| Kelet-Timor                           | szabad                         | elnyomott                      | észrevehető problémák     | hiányos demokrácia          |
| Ecuador                               | részben szabad                 | többnyire nem szabad           | észrevehető problémák     | hiányos demokrácia          |
| Egyiptom                              | nem szabad                     | többnyire nem szabad           | nagyon súlyos helyzet     | autoriter rezsim            |
| El Salvador                           | részben szabad                 | mérsékelten szabad             | észrevehető problémák     | hibrid rezsim               |
| Egyenlítői-Guinea                     | nem szabad                     | elnyomott                      | nagyon súlyos helyzet     | autoriter rezsim            |
| Eritrea                               | nem szabad                     | elnyomott                      | nagyon súlyos helyzet     | autoriter rezsim            |
| Észtország                            | szabad                         | többnyire szabad               | kielégítő helyzet         | hiányos demokrácia          |
| Egyesült Arab Emírségek               | nem szabad                     | többnyire szabad               | nehéz helyzet             | autoriter rezsim            |
| Egyesült Királyság                    | szabad                         | többnyire szabad               | kielégítő helyzet         | teljes demokrácia           |
| Elefántcsontpart                      | részben szabad                 | mérsékelten szabad             | észrevehető problémák     | hibrid rezsim               |
| Etiópia                               | nem szabad                     | többnyire nem szabad           | észrevehető problémák     | autoriter rezsim            |
| Fehéroroszország                      | nem szabad                     | mérsékelten szabad             | nehéz helyzet             | autoriter rezsim            |
| Fidzsi-szigetek                       | részben szabad                 | mérsékelten szabad             | észrevehető problémák     | hibrid rezsim               |
| Finnország                            | szabad                         | többnyire szabad               | kiváló helyzet            | teljes demokrácia           |
| Franciaország                         | szabad                         | mérsékelten szabad             | kielégítő helyzet         | hiányos demokrácia          |
| Gabon                                 | nem szabad                     | többnyire nem szabad           | nehéz helyzet             | autoriter rezsim            |
| Gambia                                | részben szabad                 | többnyire nem szabad           | észrevehető problémák     | hibrid rezsim               |
| Grúzia                                | részben szabad                 | többnyire szabad               | észrevehető problémák     | hibrid rezsim               |
| Ghána                                 | szabad                         | többnyire nem szabad           | kielégítő helyzet         | hiányos demokrácia          |
| Görögország                           | szabad                         | mérsékelten szabad             | észrevehető problémák     | hiányos demokrácia          |
| Grenada                               | szabad                         | n/a                            | kielégítő helyzet         | n/a                         |
| Guatemala                             | részben szabad                 | mérsékelten szabad             | nehéz helyzet             | hibrid rezsim               |
| Guinea                                | részben szabad                 | többnyire nem szabad           | nehéz helyzet             | autoriter rezsim            |
| Bissau-Guinea                         | részben szabad                 | többnyire nem szabad           | észrevehető problémák     | autoriter rezsim            |
| Guyana                                | szabad                         | többnyire nem szabad           | észrevehető problémák     | hiányos demokrácia          |
| Haiti                                 | részben szabad                 | többnyire nem szabad           | észrevehető problémák     | hibrid rezsim               |
| Hollandia                             | szabad                         | többnyire szabad               | kiváló helyzet            | teljes demokrácia           |
| Honduras                              | részben szabad                 | többnyire nem szabad           | nehéz helyzet             | hibrid rezsim               |
| Hongkong                              | részben szabad                 | n/a                            | észrevehető problémák     | hibrid rezsim               |
| Izland                                | szabad                         | többnyire szabad               | kielégítő helyzet         | teljes demokrácia           |
| India                                 | részben szabad                 | többnyire nem szabad           | nehéz helyzet             | hiányos demokrácia          |
| Indonézia                             | részben szabad                 | mérsékelten szabad             | nehéz helyzet             | hiányos demokrácia          |
| Irán                                  | nem szabad                     | elnyomott                      | nagyon súlyos helyzet     | autoriter rezsim            |
| Irak                                  | nem szabad                     | n/a                            | nagyon súlyos helyzet     | autoriter rezsim            |
| Írország                              | szabad                         | szabad                         | kiváló helyzet            | teljes demokrácia           |
| Izrael                                | szabad                         | többnyire szabad               | észrevehető problémák     | hiányos demokrácia          |
| Jamaica                               | szabad                         | mérsékelten szabad             | kiváló helyzet            | hiányos demokrácia          |
| Japán                                 | szabad                         | többnyire szabad               | észrevehető problémák     | teljes demokrácia           |
| Jordánia                              | nem szabad                     | mérsékelten szabad             | nehéz helyzet             | autoriter rezsim            |
| Kazahsztán                            | nem szabad                     | többnyire szabad               | nehéz helyzet             | autoriter rezsim            |
| Kenya                                 | részben szabad                 | többnyire nem szabad           | észrevehető problémák     | hibrid rezsim               |
| Kiribati                              | szabad                         | elnyomott                      | n/a                       | n/a                         |
| Észak-Korea                           | nem szabad                     | elnyomott                      | nagyon súlyos helyzet     | autoriter rezsim            |
| Dél-Korea                             | szabad                         | többnyire szabad               | kiváló helyzet            | teljes demokrácia           |
| Koszovó                               | részben szabad                 | mérsékelten szabad             | észrevehető problémák     | n/a                         |
| Kuvait                                | részben szabad                 | mérsékelten szabad             | észrevehető problémák     | autoriter rezsim            |
| Kirgizisztán                          | nem szabad                     | mérsékelten szabad             | észrevehető problémák     | hibrid rezsim               |
| Laosz                                 | nem szabad                     | többnyire nem szabad           | nagyon súlyos helyzet     | autoriter rezsim            |
| Lengyelország                         | szabad                         | mérsékelten szabad             | észrevehető problémák     | hiányos demokrácia          |
| Lettország                            | szabad                         | többnyire szabad               | kielégítő helyzet         | hiányos demokrácia          |
| Libanon                               | részben szabad                 | többnyire nem szabad           | észrevehető problémák     | hibrid rezsim               |
| Lesotho                               | részben szabad                 | többnyire nem szabad           | észrevehető problémák     | hiányos demokrácia          |
| Libéria                               | részben szabad                 | elnyomott                      | észrevehető problémák     | hibrid rezsim               |
| Líbia                                 | nem szabad                     | n/a                            | nagyon súlyos helyzet     | autoriter rezsim            |
| Liechtenstein                         | szabad                         | n/a                            | kielégítő helyzet         | n/a                         |
| Litvánia                              | szabad                         | többnyire szabad               | kielégítő helyzet         | hiányos demokrácia          |
| Luxemburg                             | szabad                         | többnyire szabad               | kielégítő helyzet         | teljes demokrácia           |
| Madagaszkár                           | részben szabad                 | többnyire nem szabad           | észrevehető problémák     | hibrid rezsim               |
| Malawi                                | részben szabad                 | többnyire nem szabad           | észrevehető problémák     | hibrid rezsim               |
| Malajzia                              | részben szabad                 | többnyire szabad               | nehéz helyzet             | hiányos demokrácia          |
| Maldív-szigetek                       | részben szabad                 | többnyire nem szabad           | észrevehető problémák     | n/a                         |
| Mali                                  | nem szabad                     | többnyire nem szabad           | észrevehető problémák     | autoriter rezsim            |
| Málta                                 | szabad                         | többnyire szabad               | észrevehető problémák     | hiányos demokrácia          |
| Magyarország                          | részben szabad                 | mérsékelten szabad             | észrevehető problémák     | hiányos demokrácia          |
| Marshall-szigetek                     | szabad                         | n/a                            | n/a                       | n/a                         |
| Mauritánia                            | részben szabad                 | többnyire nem szabad           | észrevehető problémák     | autoriter rezsim            |
| Mauritius                             | szabad                         | többnyire szabad               | észrevehető problémák     | teljes demokrácia           |
| Mexikó                                | részben szabad                 | mérsékelten szabad             | nehéz helyzet             | hiányos demokrácia          |
| Mikronézia                            | szabad                         | többnyire nem szabad           | n/a                       | n/a                         |
| Moldova                               | részben szabad                 | mérsékelten szabad             | észrevehető problémák     | hibrid rezsim               |
| Monaco                                | szabad                         | n/a                            | n/a                       | n/a                         |
| Mongólia                              | szabad                         | mérsékelten szabad             | észrevehető problémák     | hiányos demokrácia          |
| Montenegró                            | részben szabad                 | mérsékelten szabad             | észrevehető problémák     | hibrid rezsim               |
| Marokkó                               | részben szabad                 | mérsékelten szabad             | nehéz helyzet             | hibrid rezsim               |
| Mozambik                              | részben szabad                 | többnyire nem szabad           | nehéz helyzet             | autoriter rezsim            |
| Namíbia                               | szabad                         | mérsékelten szabad             | kielégítő helyzet         | hiányos demokrácia          |
| Nauru                                 | szabad                         | n/a                            | n/a                       | n/a                         |
| Németország                           | szabad                         | többnyire szabad               | kielégítő helyzet         | teljes demokrácia           |
| Nepál                                 | részben szabad                 | többnyire nem szabad           | észrevehető problémák     | hibrid rezsim               |
| Új-Zéland                             | szabad                         | szabad                         | kiváló helyzet            | teljes demokrácia           |
| Nicaragua                             | nem szabad                     | többnyire nem szabad           | nehéz helyzet             | autoriter rezsim            |
| Niger                                 | részben szabad                 | többnyire nem szabad           | észrevehető problémák     | autoriter rezsim            |
| Nigéria                               | részben szabad                 | többnyire nem szabad           | nehéz helyzet             | hibrid rezsim               |
| Észak-Macedónia                       | részben szabad                 | mérsékelten szabad             | észrevehető problémák     | hibrid rezsim               |
| Norvégia                              | szabad                         | többnyire szabad               | kiváló helyzet            | teljes demokrácia           |
| Olaszország                           | szabad                         | mérsékelten szabad             | kielégítő helyzet         | hiányos demokrácia          |
| Omán                                  | nem szabad                     | mérsékelten szabad             | nehéz helyzet             | autoriter rezsim            |
| Pakisztán                             | részben szabad                 | többnyire nem szabad           | nehéz helyzet             | hibrid rezsim               |
| Palau                                 | szabad                         | n/a                            | n/a                       | n/a                         |
| Palesztina                            | nem szabad                     | n/a                            | nehéz helyzet             | autoriter rezsim            |
| Panama                                | szabad                         | mérsékelten szabad             | észrevehető problémák     | hiányos demokrácia          |
| Pápua Új-Guinea                       | részben szabad                 | többnyire nem szabad           | kielégítő helyzet         | hiányos demokrácia          |
| Paraguay                              | részben szabad                 | mérsékelten szabad             | észrevehető problémák     | hiányos demokrácia          |
| Peru                                  | részben szabad                 | mérsékelten szabad             | észrevehető problémák     | hiányos demokrácia          |
| Fülöp-szigetek                        | részben szabad                 | mérsékelten szabad             | nehéz helyzet             | hiányos demokrácia          |
| Portugália                            | szabad                         | mérsékelten szabad             | kiváló helyzet            | hiányos demokrácia          |
| Örményország                          | részben szabad                 | többnyire szabad               | észrevehető problémák     | hibrid rezsim               |
| Románia                               | szabad                         | mérsékelten szabad             | kielégítő helyzet         | hiányos demokrácia          |
| Oroszország                           | nem szabad                     | mérsékelten szabad             | nehéz helyzet             | autoriter rezsim            |
| Ruanda                                | nem szabad                     | mérsékelten szabad             | nehéz helyzet             | autoriter rezsim            |
| Saint Kitts és Nevis                  | szabad                         | n/a                            | kielégítő helyzet         | n/a                         |
| Saint Lucia                           | szabad                         | mérsékelten szabad             | kielégítő helyzet         | n/a                         |
| Saint Vincent és a Grenadine-szigetek | szabad                         | mérsékelten szabad             | kielégítő helyzet         | n/a                         |
| Szamoa                                | szabad                         | mérsékelten szabad             | kielégítő helyzet         | n/a                         |
| San Marino                            | szabad                         | n/a                            | n/a                       | n/a                         |
| São Tomé és Príncipe                  | szabad                         | többnyire nem szabad           | n/a                       | n/a                         |
| Szaúd-Arábia                          | nem szabad                     | mérsékelten szabad             | nagyon súlyos helyzet     | autoriter rezsim            |
| Szenegál                              | részben szabad                 | többnyire nem szabad           | észrevehető problémák     | hibrid rezsim               |
| Szerbia                               | részben szabad                 | mérsékelten szabad             | észrevehető problémák     | hiányos demokrácia          |
| Seychelle-szigetek                    | szabad                         | mérsékelten szabad             | észrevehető problémák     | n/a                         |
| Sierra Leone                          | részben szabad                 | többnyire nem szabad           | észrevehető problémák     | hibrid rezsim               |
| Szingapúr                             | részben szabad                 | szabad                         | nagyon súlyos helyzet     | hiányos demokrácia          |
| Szlovákia                             | szabad                         | mérsékelten szabad             | kielégítő helyzet         | hiányos demokrácia          |
| Szlovénia                             | szabad                         | mérsékelten szabad             | kielégítő helyzet         | hiányos demokrácia          |
| Salamon-szigetek                      | szabad                         | többnyire nem szabad           | n/a                       | n/a                         |
| Szomália                              | nem szabad                     | n/a                            | nagyon súlyos helyzet     | n/a                         |
| Dél-afrikai Köztársaság               | szabad                         | többnyire nem szabad           | kielégítő helyzet         | hiányos demokrácia          |
| Dél-Szudán                            | nem szabad                     | n/a                            | nehéz helyzet             | n/a                         |
| Spanyolország                         | szabad                         | mérsékelten szabad             | kielégítő helyzet         | teljes demokrácia           |
| Srí Lanka                             | részben szabad                 | többnyire nem szabad           | nehéz helyzet             | hiányos demokrácia          |
| Szudán                                | nem szabad                     | elnyomott                      | nehéz helyzet             | autoriter rezsim            |
| Szváziföld                            | nem szabad                     | többnyire nem szabad           | nehéz helyzet             | autoriter rezsim            |
| Suriname                              | szabad                         | elnyomott                      | kielégítő helyzet         | hiányos demokrácia          |
| Svédország                            | szabad                         | többnyire szabad               | kiváló helyzet            | teljes demokrácia           |
| Svájc                                 | szabad                         | szabad                         | kiváló helyzet            | teljes demokrácia           |
| Szíria                                | nem szabad                     | n/a                            | nagyon súlyos helyzet     | autoriter rezsim            |
| Tajvan                                | szabad                         | többnyire szabad               | kielégítő helyzet         | teljes demokrácia           |
| Tádzsikisztán                         | nem szabad                     | többnyire nem szabad           | nagyon súlyos helyzet     | autoriter rezsim            |
| Tanzánia                              | részben szabad                 | mérsékelten szabad             | nehéz helyzet             | hibrid rezsim               |
| Thaiföld                              | nem szabad                     | mérsékelten szabad             | nehéz helyzet             | hiányos demokrácia          |
| Togo                                  | részben szabad                 | többnyire nem szabad           | észrevehető problémák     | autoriter rezsim            |
| Tonga                                 | szabad                         | többnyire nem szabad           | kielégítő helyzet         | n/a                         |
| Trinidad és Tobago                    | szabad                         | többnyire nem szabad           | kielégítő helyzet         | hiányos demokrácia          |
| Tunézia                               | szabad                         | többnyire nem szabad           | észrevehető problémák     | hiányos demokrácia          |
| Törökország                           | nem szabad                     | mérsékelten szabad             | nehéz helyzet             | hibrid rezsim               |
| Türkmenisztán                         | nem szabad                     | elnyomott                      | nagyon súlyos helyzet     | autoriter rezsim            |
| Tuvalu                                | szabad                         | n/a                            | n/a                       | n/a                         |
| Uganda                                | nem szabad                     | többnyire nem szabad           | nehéz helyzet             | hibrid rezsim               |
| Ukrajna                               | részben szabad                 | többnyire nem szabad           | észrevehető problémák     | hibrid rezsim               |
| USA                                   | szabad                         | többnyire szabad               | kielégítő helyzet         | hiányos demokrácia          |
| Uruguay                               | szabad                         | mérsékelten szabad             | kielégítő helyzet         | teljes demokrácia           |
| Üzbegisztán                           | nem szabad                     | többnyire nem szabad           | nehéz helyzet             | autoriter rezsim            |
| Vanuatu                               | szabad                         | mérsékelten szabad             | n/a                       | n/a                         |
| Venezuela                             | nem szabad                     | elnyomott                      | nehéz helyzet             | autoriter rezsim            |
| Vietnám                               | nem szabad                     | mérsékelten szabad             | nagyon súlyos helyzet     | autoriter rezsim            |
| Jemen                                 | nem szabad                     | n/a                            | nagyon súlyos helyzet     | autoriter rezsim            |
| Zambia                                | részben szabad                 | többnyire nem szabad           | nehéz helyzet             | hibrid rezsim               |
| Zimbabwe                              | nem szabad                     | elnyomott                      | nehéz helyzet             | autoriter rezsim            |
| Zöld-foki Köztársaság                 | szabad                         | mérsékelten szabad             | kielégítő helyzet         | hiányos demokrácia          |

## Egyéb területek
| Terület           | Általános szabadság index (2021) | Gazdasági szabadság (2021) | Sajtószabadság (2021) | Demokrácia index (2020) |
| ----------------- | -------------------------------- | -------------------------- | --------------------- | ----------------------- |
| Abházia           | részben szabad                   | n/a                        | n/a                   | n/a                     |
| Krím-félsziget    | nem szabad                       | n/a                        | n/a                   | n/a                     |
| Gázai-övezet      | nem szabad                       | n/a                        | n/a                   | n/a                     |
| Dzsammu és Kasmír | nem szabad                       | n/a                        | n/a                   | n/a                     |
| Nagorno-Karabagh  | részben szabad                   | n/a                        | n/a                   | n/a                     |
| Észak-Ciprus      | szabad                           | n/a                        | észrevehető problémák | n/a                     |
| Novorosszija      | nem szabad                       | n/a                        | n/a                   | n/a                     |
| Szomáliföld       | részben szabad                   | n/a                        | n/a                   | n/a                     |
| Dél-Oszétia       | nem szabad                       | n/a                        | n/a                   | n/a                     |
| Tibet             | nem szabad                       | n/a                        | n/a                   | n/a                     |
| Transznisztria    | nem szabad                       | n/a                        | n/a                   | n/a                     |
| Ciszjordánia      | nem szabad                       | n/a                        | n/a                   | n/a                     |
| Nyugat-Szahara    | nem szabad                       | n/a                        | n/a                   | n/a                     |

## Térképeken

A Göteborgi Egyetem V-Dem Intézetének demokrácia indexe 2023-ban[5]
The Economist demokrácia indexe 2023-ban
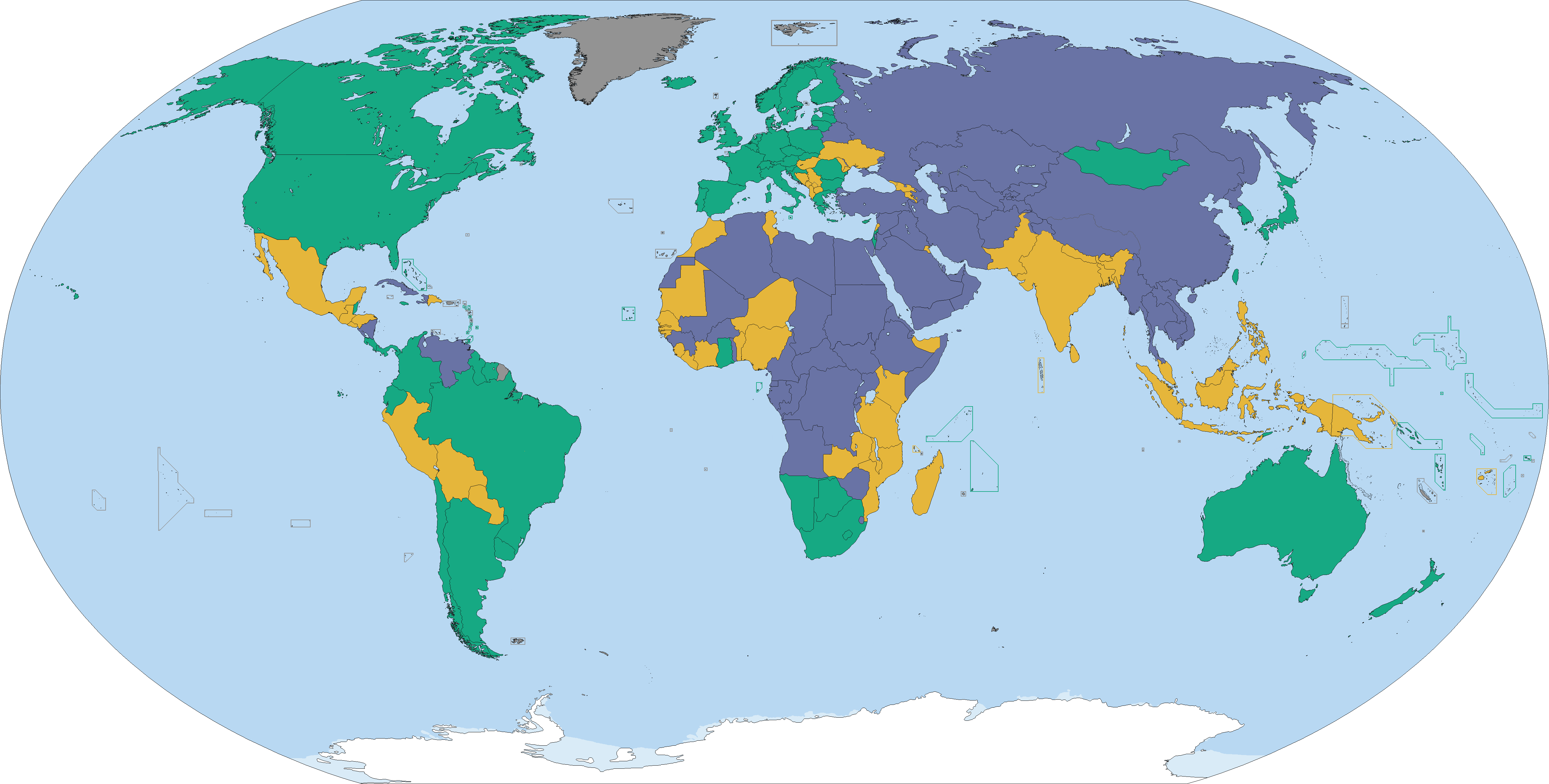
A Freedom House 2022-es felmérése